# 1993 TU36
1993 TU36 är en asteroid i huvudbältet som upptäcktes den 13 oktober 1993 av den amerikanske astronomen Henry E. Holt vid Palomarobservatoriet.
Asteroiden har en diameter på ungefär 6 kilometer.